# Вуйтек, Владимир (младший)
Владимир Вуйтек (чеш. Vladimír Vůjtek; 17 февраля 1972, Острава, Чехословакия) — бывший чешский хоккеист, нападающий. Успел поиграть за пять разных клубов в НХЛ. Бронзовый призёр чемпионата мира 1997 года. Сейчас является хоккейным агентом. Его отец, Владимир Вуйтек-старший, известный хоккейный тренер, добившийся больших успехов в чемпионатах России с ярославским «Локомотивом».

## Биография
Владимир Вуйтек начал свою хоккейную карьеру в родном клубе «Витковице», дебютировав в чемпионате Чехословакии в концовке сезона 1988/89. На драфте НХЛ 1991 года Вуйтек был выбран клубом «Монреаль Канадиенс». В том же году Вуйтек перебрался за океан, играл в Западной хоккейной лиге за «Трай-Сити Американс» (102 очка в 53 матчах сезона 1991/92). В сезоне 1991/92 он провёл 2 матча в НХЛ за «Монреаль». Потом он перешёл в «Эдмонтон Ойлерз», но не смог закрепиться в команде и вернулся в «Витковице». Сезон 1996/97 получился очень удачным для Вуйтека. Он результативно играл в финской лиге за «Эссят» (61 очко в 54 матчах), а также завоевал бронзовую медаль чемпионата мира 1997 года, став лучшим снайпером и бомбардиром турнира. Их тройка нападения с Павлом Патерой и Мартином Прохазкой набрала за весь турнир 39 очков (17 шайб и 22 передачи). После такого успеха Вуйтек вновь переехал в Северную Америку, подписав контракт с командой «Тампа-Бэй Лайтнинг».
Тренер сборной Чехии Иван Глинка включил Вуйтека в состав чешской команды на Олимпийские игры 1998 года в Нагано, но незадолго до Олимпиады у Вуйтека был обнаружен вирус Эпштейна — Барр. В итоге вместо Вуйтека на Олимпиаду поехал Роберт Ланг, а чешская сборная стала чемпионом «турнира столетия», впервые в своей истории выиграв золотые медали Олимпийских игр.
Сезон 1998/99 Вуйтек вновь провёл в составе «Витковице», набрав 49 очков (19 шайб и 30 передач) в 46 матчах.
В 1999 году, в предсезонных матчах НХЛ Вуйтек, выступая за «Атланту Трэшерз», получил тяжёлую травму лица в игре с «Нью-Йорк Рейнджерс». В результате столкновения с игроком «рейнджеров» Валерием Каменским, произошёл несчастный случай: падая, Каменский лезвием конька перерезал правую щеку Вуйтека, в результате чего Вуйтеку было наложено около 200 швов. За «Атланту» он отыграл лишь 3 матча в НХЛ, уже по ходу сезона вернувшись в Чехию. Концовку сезона 1999/2000, а также следующий сезон Вуйтек провёл в чешской Экстралиге, в составе пражской «Спарты», выиграв золото и серебро чешского чемпионата. Сезон 2001/02 он отыграл очень результативно, в чемпионате Финляндии за «ХПК» набрал 69 очков (23 шайбы и 46 передач) в 53 матчах. Летом 2002 года он в 4-й раз отправился за океан, но снова не смог заиграть в основе клуба НХЛ, проведя всего 5 матчей за «Питтсбург Пингвинз», Вуйтек вернулся в Европу. Недолго играл в родном «Витковице», после чего перешёл в российский клуб «Северсталь», которому помог своей удачной игрой дойти до финала чемпионата России 2003 года, где они уступили ярославскому «Локомотиву», главным тренером которого был отец Вуйтека, Владимир Вуйтек-старший. В следующих сезонах Вуйтек играл в Финляндии за «ХПК», в России за «Химик Воскресенск», в Швейцарии за «Цюрих Лайонс», а также на родине в «Витковице», в том числе под руководством своего отца. Завершил карьеру в 2007 году, его последним клубом был «Оцеларжи Тршинец».
После окончания хоккейной карьеры стал агентом. Работает вместе с Михалом Сивеком, бывшим чешским хоккеистом, в компании Eurohockey Services, представляя интересы многих чешских хоккеистов.

## Достижения

### Командные
- Бронзовый призёр чемпионата мира 1997
- Чемпион Чехии 2000
- Серебряный призёр Евролиги 2000
- Серебряный призёр чемпионата Чехии 2001
- Серебряный призёр чемпионата России 2003
- Бронзовый призёр чемпионата Финляндии 2002
- Обладатель Кубка Колдера 1993

### Личные
- Лучший бомбардир (14 очков) и снайпер (7 шайб) чемпионата мира 1997
- Вошёл в символическую сборную Западной хоккейной лиги 1992, чемпионата мира 1997 и чемпионата Финляндии 2002

## Статистика
- Чемпионат Чехии (Чехословакии) — 313 игр, 222 очка (96+126)
- Сборная Чехии — 57 игр, 20 шайб
- Чемпионат Финляндии — 137 игр, 155 очков (60+95)
- Чемпионат России — 40 игр, 29 очков (11+18)
- Швейцарская национальная лига А — 4 игры, 2 очка (0+2)
- Швейцарская национальная лига Б — 20 игр, 29 очков (13+16)
- Западная хоккейная лига — 97 игр, 151 очко (69+82)
- НХЛ — 110 игр, 37 очков (7+30)
- АХЛ — 53 игры, 43 очка (21+22)
- ИХЛ — 1 игра
- Евролига — 5 игр, 4 очка (2+2)
- Всего за карьеру — 837 игр, 299 шайб